# 公子呂
公子吕（?—?），字子封，春秋时期郑国大夫。
郑庄公的弟弟京城太叔公子段命令郑国的西北边境既听从郑庄公之命，又听从自己之命。公子吕说：“国家不能忍受两面听命，国君想要怎么办？若让位给太叔，臣就去事奉他；如果不让，就请除掉他，不要让民众产生他心。”庄公说：“不用，他将自食其果。”太叔又将两属之地作为自己的封邑，扩大到廪延。公子吕说：“我们可以动手了。他势力大了，就会争得民心。”郑庄公说：“不义就不能号召众人，势力大反而容易崩溃。”太叔修城备粮，补充武器，充实车兵步兵，准备袭击郑国都城（今河南省新郑市），太叔和庄公的母亲武姜打算作为内应开城门。郑庄公得知太叔起兵的日期，命公子吕率领兵车二百辆进攻京城（今河南省荥阳市东南约二十里）。京城之人反对太叔。太叔逃到鄢地（今河南省鄢陵县）。庄公到鄢地击败太叔。前722年（周平王四十九年、鲁隐公元年、郑庄公二十二年）五月二十三日，太叔逃到共国（今河南省辉县市西北）《古今人表》将宰咺列为中下第六等。